# Liedberg (Berg)

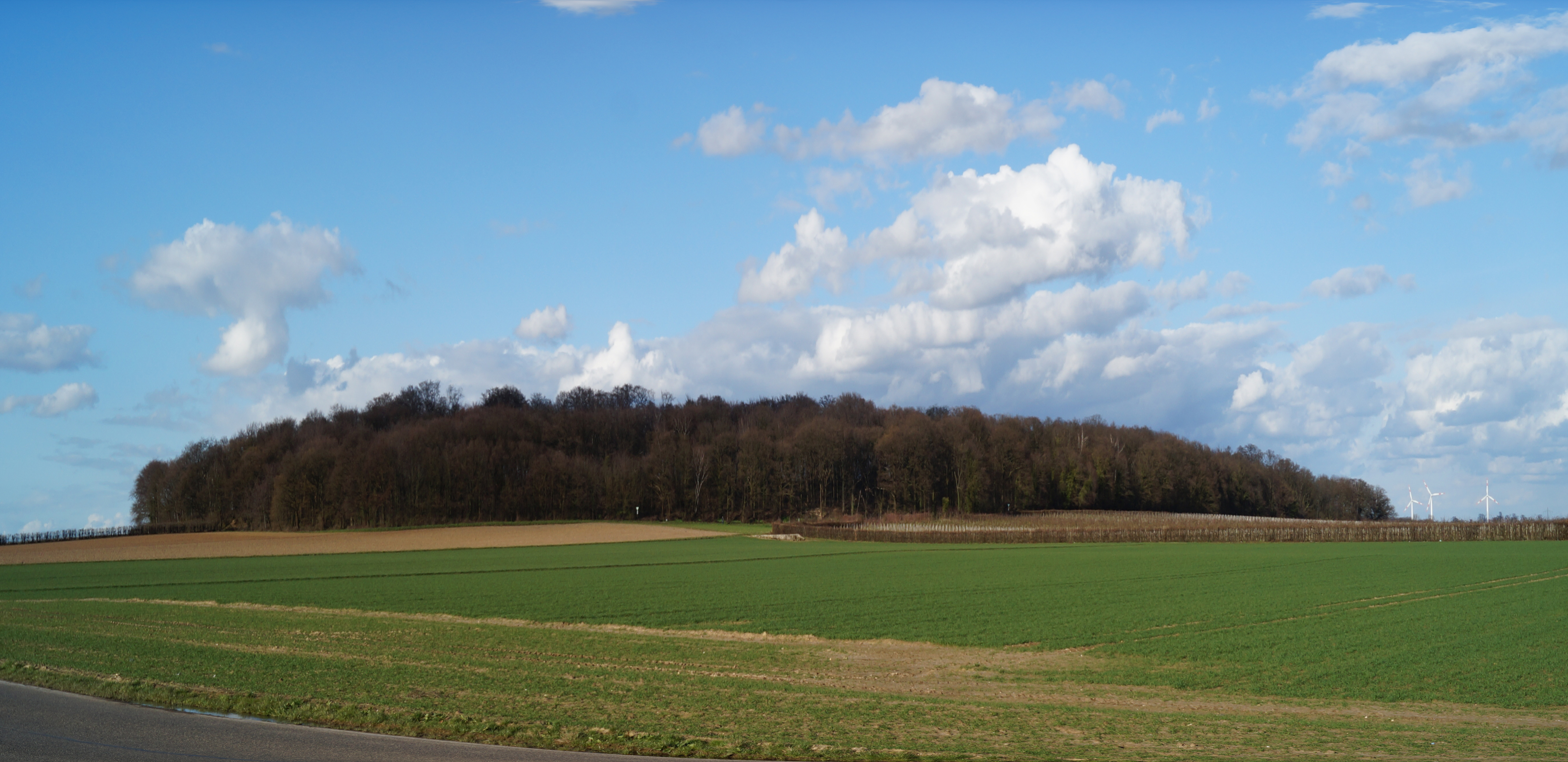
Liedberg von Südwesten, 2016

Der Liedberg ist ein Zeugenberg im Stadtteil Liedberg von Korschenbroich, Rhein-Kreis Neuss. Er erhebt sich rund 30 m über die Umgebung heraus und hat eine Ausdehnung von 300 m × 700 m. Der höchste Punkt ist 78,1 mNN hoch.
Auf dem Liedberger Haag befinden sich unter anderem die Römerwacht, der Liedberger Mühlenturm und das ehemals kurkölnische Schloss Liedberg. Er ist mit einem alten Eichen-Hainbuchen-Mischwald bewachsen.
Am Berg wurde der Liedberger Sandstein abgebaut. An einen Stolleneinsturz erinnert das Pfadfindergrab.
Etwa einen Kilometer östlich befindet sich Haus Fürth am Kommerbach. Nordöstlich befindet sich Haus Raedt.
Der Geologe Georg Waldmann veröffentlichte 2017 seine Betrachtungen, dass der Liedberg das historische Aduatuca gewesen sein könnte. Konkrete archäologische Funde fehlen jedoch.
Ein Teil des Bergs ist als Naturschutzgebiet Quarzitkuppe Liedberg ausgewiesen. Mit einer offiziellen Fläche von 18,70 ha dient diese Maßnahme „zur Erhaltung der inselartig aus der Niederrheinebene herausragenden Hauptterrassenreste mit ihrem ausgeprägten Relief, wegen ihrer erdgeschichtlichen und landeskundlichen Bedeutung sowie des Eichen-Hainbuchenwaldes
mit seltenen Tierarten sowie einem vielfältigen Waldbestand unterschiedlicher Prägung mit bis
zu 200jährigen Buchen und Eichen.“